# 碾坝镇
碾坝镇，是中华人民共和国甘肃省陇南市康县下辖的一个乡镇级行政单位。
2014年，甘肃省民政厅批复同意撤销碾坝乡，设立碾坝镇。

## 行政区划
碾坝镇下辖以下地区：
大庄村、安家坝村、崔家湾村、肖家山村、寺底下村、袁家坝村、马沟村、田坝村、小河村、袁家沟村、李家湾村、青岗坝村、蹇后沟村和梁上村。